# Šandrovo
Šandrovo (ukrajinsky Олександрівка/Olexandrivka, rusínsky Александровка, maďarsky Ósándorfalva) je vesnice v Chustské městské komunitě, v Zakarpatské oblasti na Ukrajině.

## Historie
První písemná zmínka o vsi pochází z roku 1455, kdy byla ves uvedena jako Sandorfalva. V roce 1910 bylo ve vsi evidováno 1285 obyvatel, z toho 897 Rusínů, 383 Němců a 4 Maďaři.; bylo zde 902 řeckokatolíků a 382 osob židovského vyznání. Do podepsání Trianonské smlouvy byla ves součástí Uherska, poté byla pod názvem Šandrovo součástí Československa. V roce 1930 bylo z 1 466 obyvatel obce 1 070 Rusínů, 393 Židů, 2 Češi a Slováci a 1 cizinec. Od roku 1945 ves patřila k Sovětskému svazu, resp. Ukrajinské sovětské socialistické republice; nakonec od roku 1991 je součástí samostatné Ukrajiny.

## Památky
- Chrám svaté Paraskevi z roku 1753, byl postaven na starších základech. U kostela stojí dřevěná zvonice z konce 18. století. Oba objekty jsou chráněny jako ukrajinské národní kulturní památky.[3]

## Fotogalerie

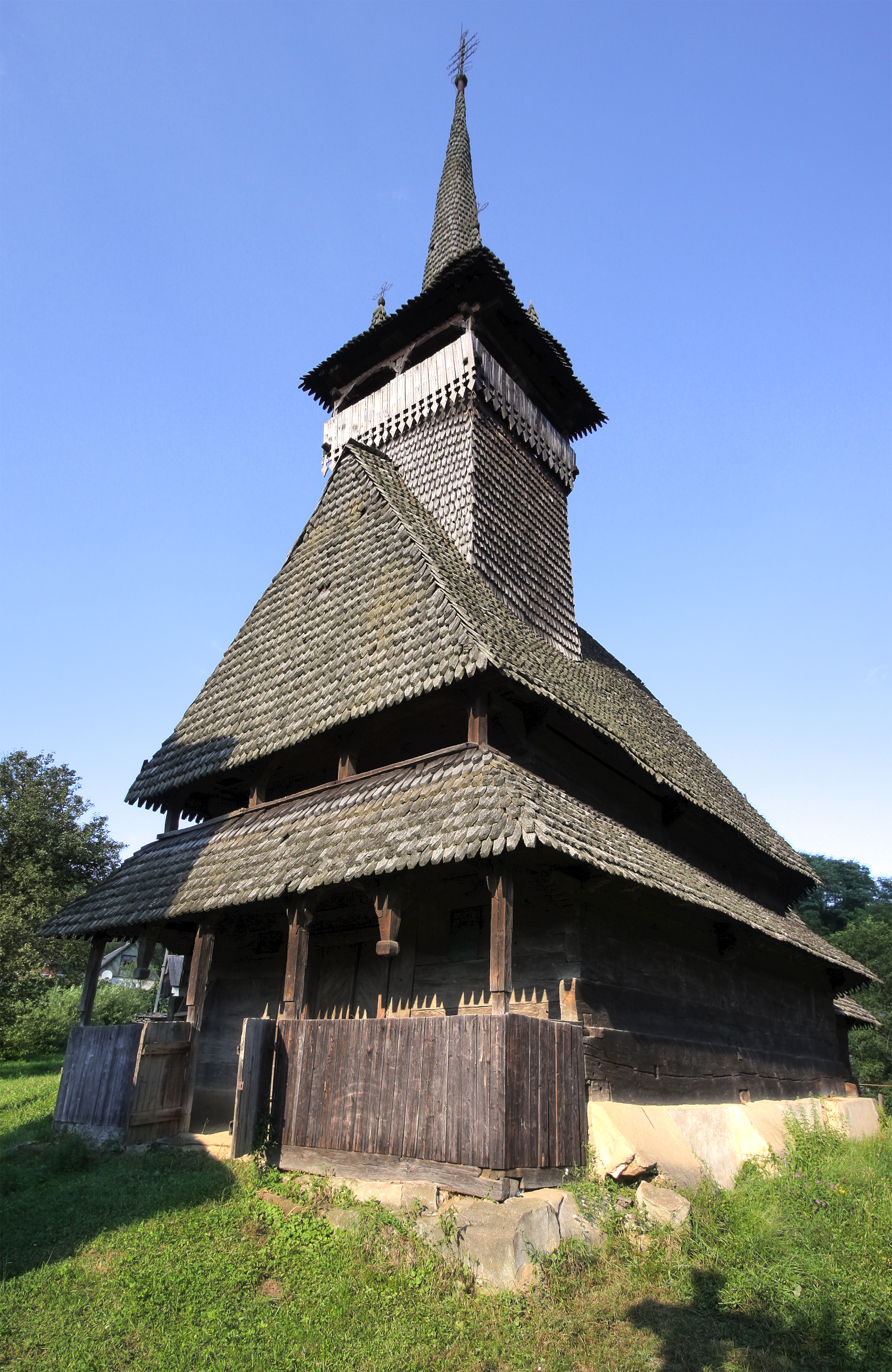
Chrám sv.Paraskavy
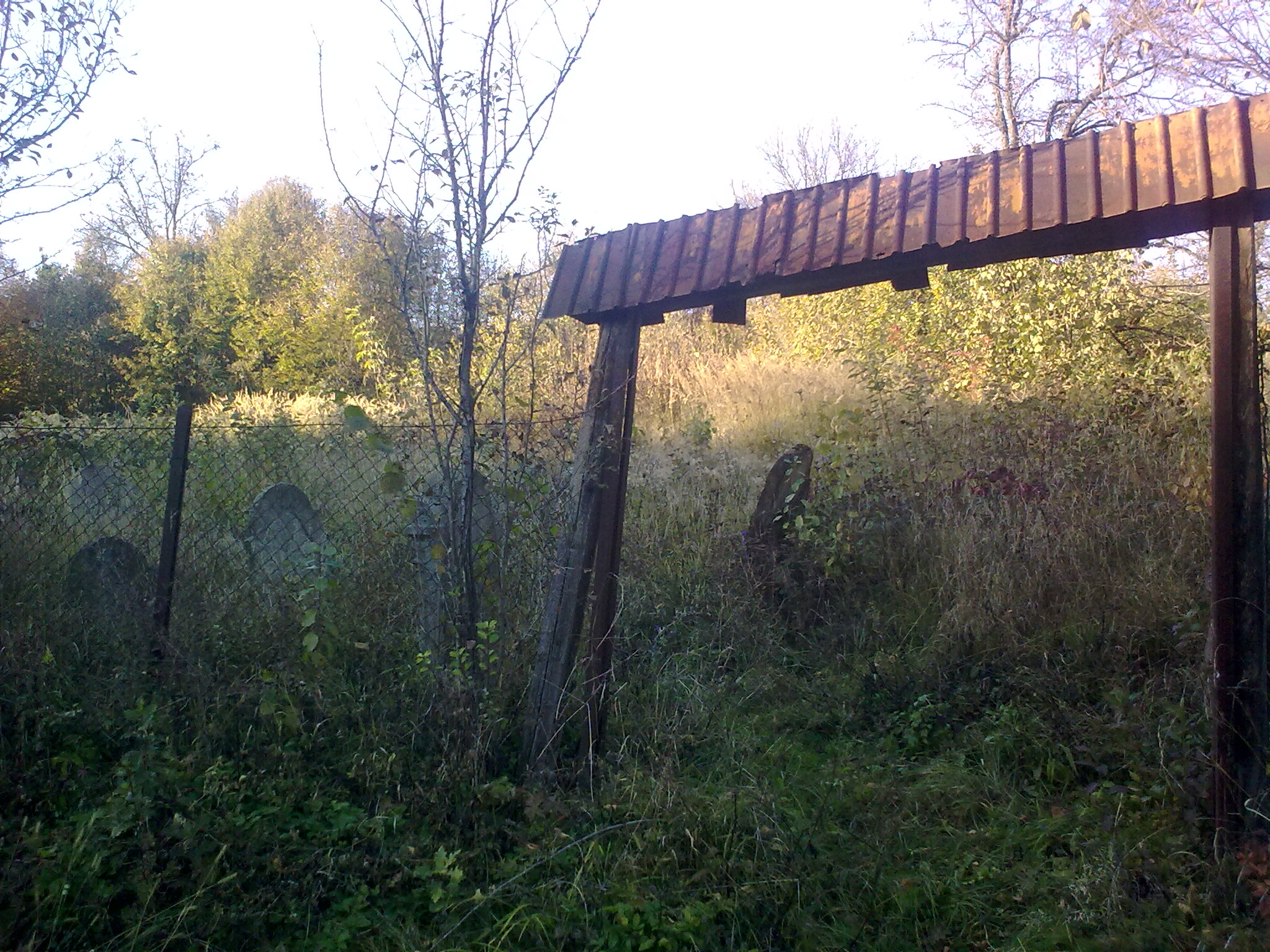
Židovský hřbitov
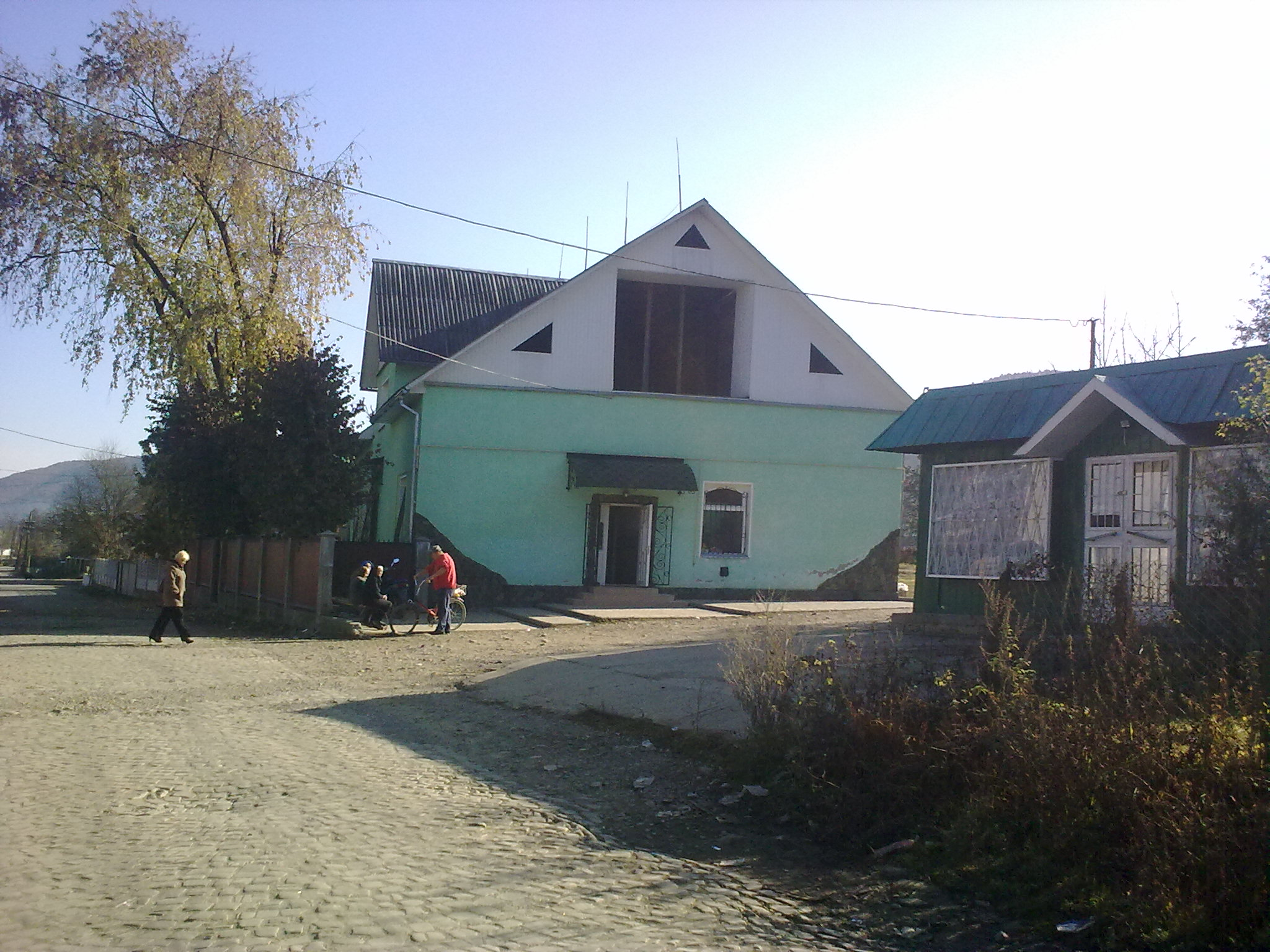
Bývalá synagoga, nyní obchod a kavárna